# Sixtus III.
Svatý Sixtus III. († 19. srpna 440) byl 44. papežem katolické církve od 31. října 432 do 18. srpna 440.

## Život
Narodil se v Římě. K nestoriánům a pelagiánům se choval vstřícně. Jeden vysoce postavený Říman ho pomlouval a byl odsouzen císařem do vězení. Když tam umíral, papež ho osobně navštívil a udělil mu poslední pomazání.
Velmi horlivě usiloval o obnovení míru a jednoty ve východní církvi. V Římě podnítil čilý stavební ruch a vysloužil si tím nehynoucí slávu. Dal přestavět Liberiovu baziliku Panny Marie Větší na Esquilinu. Také nechal postavit velkou sv. Vavřince a dokončil lateránskou Křestní kapli. Sixtus vysvětil i chrám sv. Sabiny.

## Odkazy

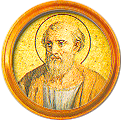
Portrét papeže sv. Sixta III. v bazilice sv. Pavla za hradbami